# Greg Berlanti
Greg Berlanti (Rye, Nova York, 24 de maig de 1972) és un guionista, productor i director de cinema i televisió estatunidenc. És conegut pel seu treball en les sèries de televisió Dawson's Creek, Everwood i Political Animals; i per les seves contribucions a DC Comics, incloent-hi Arrowverse de The CW.

## Carrera
Es va iniciar en la televisió com a guionista i productor executiu de Dawson's Creek abans de passar a crear dos dels drames de The WB més aclamats per la crítica, Everwood i Jack & Bobby.
Va crear i va produir el drama legal d'ABC Eli Stone i el drama familiar Political Animals. Va dirigir la pel·lícula Life as We Know It (2010), protagonitzada per Katherine Heigl i Josh Duhamel, i va produir Pan per a Warner Bros. sota la seva marca Berlanti Productions. La pel·lícula es va estrenar el 9 d'octubre de 2015. També produeix The Mysteries of Laura, una adaptació americana de la sèrie de televisió espanyola, per la NBC.

### DC Comics

#### Cinema
Berlanti ser coguionista i coproductor de la pel·lícula de DC Comics Green Lantern, protagonitzada per Ryan Reynolds com a personatge principal. A mesura que la pel·lícula no va ser un èxit financer ni per la crítica, es van cancel·lar totes les estrenes addicionals previstes. Des de llavors s'ha anunciat que s'està desenvolupant una nova versió del personatge com a part de DC Extended Universe.
El maig de 2016 Berlanti va parlar de la seva participació en un llargmetratge de Booster Gold que s'està desenvolupant i on tindria el paper de productor i possiblement també de director. Zack Stentz en seria el guionista.

#### Televisió

##### Arrowverse
El desembre de 2011, es va anunciar que, juntament amb Andrew Kreisberg i Marc Guggenheim, Berlanti crearia, escriuria i produiria una sèrie de The CW basada en Green Arrow, sota el títol d'Arrow. La sèrie es va estrenar el 10 d'octubre de 2012. El 30 de juliol de 2013 es va anunciar en la gira d'estiu de l'Associació de Crítics de Televisió que Berlanti, Kreisberg i Geoff Johns introduirien Barry Allen en la segona temporada d'Arrow, amb la possibilitat que el personatge pugui desenvolupar una sèrie derivada. L'actor Grant Gustin va fer el seu debut en el vuitè episodi, "The Scientist", amb gran èxit de públic i crítica. El novembre de 2013, The CW va ordenar oficialment un pilot per The Flash. El maig de 2014 la xarxa va anunciar que estrenaria la sèrie a la tardor d'aquest any. Es va estrenar el 7 d'octubre de 2014, abans de l'estrena de la tercera temporada d'Arrow el 8 d'octubre.
El 26 de febrer de 2015 es va anunciar que Berlanti, juntament amb Guggenheim i Kreisberg, escriuria i produiria una sèrie derivada amb els personatges The Atom (Brandon Routh), Captain Cold (Wentworth Miller), Martin Stein (Victor Garber) i The White Canary (Caity Lotz) per a una estrena potencial el 2016. La sèrie es va titular finalment Legends of Tomorrow, i seguirà amb el divers elenc d'herois i dolents a mesura que viatgen a través del temps i l'espai en una missió per aturar el malèvol immortal Vandal Savage.

##### Supergirl
El 4 de setembre de 2014 es va anunciar que Berlanti seria el productor executiu d'una sèrie que reimaginés l'origen de Supergirl, i que seria escrita per Allison Adler. Johns, cocreador de The Flash, també hi està involucrat. El 19 de setembre de 2014 es va informar que la CBS s'havia compromès amb la sèrie Supergirl. També es va anunciar que Berlanti coescriuria el primer episodi.

## Vida personal
Nascut a Rye (Nova York), els seus pares són Barbara Moller Berlanti i Eugene Berlanti. Ell té ascendència italiana i irlandesa. Berlanti es va graduar per la Universitat Northwestern el 1994. Berlanti està en una relació amb el jugador de futbol Robbie Rogers des de mitjans de 2013. El 18 de febrer de 2016 Berlanti i Rogers van tenir el seu primer fill a través de la gestació subrogada, Caleb Berlanti.

## Filmografia

### Sèries de televisió
| Any             | Sèrie                  | Director | Guionista | Productor | Notes                  |
| --------------- | ---------------------- | -------- | --------- | --------- | ---------------------- |
| 1998–2003       | Dawson's Creek         | No       | Sí        | Sí        |                        |
| 2000            | Young Americans        | No       | Sí        | No        |                        |
| 2002–2006       | Everwood               | No       | Sí        | Sí        |                        |
| 2004–2005       | Jack & Bobby           | No       | Sí        | Sí        |                        |
| 2006–2008       | Brothers & Sisters     | No       | Sí        | Sí        |                        |
| 2007-2009       | Dirty Sexy Money       | No       | No        | Sí        |                        |
| 2008–2009       | Eli Stone              | No       | Sí        | Sí        |                        |
| 2010–2011       | No Ordinary Family     | No       | No        | Sí        |                        |
| 2012            | Political Animals      | Sí       | Sí        | Sí        |                        |
| 2012–actualitat | Arrow                  | No       | Sí        | Sí        |                        |
| 2013            | Golden Boy             | No       | No        | Sí        |                        |
| 2013–2014       | The Tomorrow People    | No       | No        | Sí        |                        |
| 2014–actualitat | The Flash              | No       | Sí        | Sí        |                        |
| 2014–2016       | The Mysteries of Laura | No       | No        | Sí        |                        |
| 2015–actualitat | Blindspot              | No       | No        | Sí        |                        |
| 2015–actualitat | Supergirl              | No       | No        | Sí        |                        |
| 2016–present    | Legends of Tomorrow    | No       | Sí        | Sí        |                        |
| 2017            | Riverdale              | No       | No        | Sí        | Encarregada per The CW |
| 2019            | The Red Line           | No       | No        | Sí        | [ 11 ]                 |
| 2019–present    | Prodigal Son           | No       | No        | Sí        | [ 12 ]                 |
| 2019–present    | Batwoman               | No       | No        | Sí        | [ 13 ]                 |
| 2020            | Stargirl               | No       | No        | Sí        | [ 14 ] [ 15 ]          |
| Per estrenar    | The Girls On the Bus   | No       | No        | Sí        |                        |

### Pel·lícules
| Any  | Pel·lícula                                | Director | Guionista | Productor | Rebuda          | Rebuda     |
| Any  | Pel·lícula                                | Director | Guionista | Productor | Rotten Tomatoes | Metacritic |
| ---- | ----------------------------------------- | -------- | --------- | --------- | --------------- | ---------- |
| 2000 | The Broken Hearts Club: A Romantic Comedy | Sí       | Sí        | No        | 63%             | 51 de 100  |
| 2010 | Com la vida mateixa (Life as We Know It)  | Sí       | No        | No        | 28%             |            |
| 2011 | Llanterna Verda (Green Lantern)           | No       | Sí        | Sí        | 26%             | 39 de 100  |
| 2012 | Ira de titans (Wrath of the Titans)       | No       | Sí        | No        | 25%             | 37 de 100  |
| 2015 | Pan: Viatge al País de Mai Més (Pan)      | No       | No        | Sí        | 26%             | 36 de 100  |
| 2018 | Love, Simon                               | Sí       | No        | No        |                 |            |